# Electro World
Electro World byl jedním z multikanálových řetězců specializujících se na prodej spotřební elektroniky, výpočetní a telekomunikační techniky, domácích elektrospotřebičů, příslušenství a doplňků k nim, a to včetně poskytování souvisejících služeb.
Firma pod značkou Electro World vstoupila na český trh v roce 2002, kdy otevřela svou první velkoformátovou prodejnu v pražském nákupním centru Metropole Zličín. Firma provozovala 39 kamenných velkoprodejen napříč celou Českou republikou .
Od počátku hospodářského roku 2014/2015 byla vlastníkem společnosti  Electro World skupina NAY a.s., která je provozovatelem největšího obchodního řetězce se spotřební elektronikou a spotřebiči pro domácnost na Slovensku. Tímto spojením vznikl významný regionální subjekt s velkým potenciálem budoucího rozvoje .
Na začátku roku 2021 došlo k dohodě o převzetí společnosti K+B Expert, která byla součástí sítě Expert Elektro. V únoru 2021 byla transakce schválena Úřadem pro ochranu hospodářské soutěže a počátkem finančního roku 2021/2022 došlo k oficiálnímu převzetí prodejen K+B Expert. Electro World tak rozšířil síť svých provozoven na aktuálních 39 kamenných prodejen.
Dne 1. září 2024 síť Electro Worldu skončila a převzala jej společnost DATART.

## Vedení společnosti
Generálním ředitelem společnosti je Roman Kocourek, který zastává pozici generálního ředitele také v mateřské společnosti NAY a.s. Jednatel zodpovědný za řízení veškerých aktivit na českém trhu je ředitel společnosti Electro World Michal Navrátil.

## Věrnostní klub
V druhé polovině roku 2015 spustil Electro World vlastní věrnostní program a stal se tak jediným elektro retailovým prodejcem na českém trhu s vlastní věrnostní kartou. Členství ve věrnostním klubu nabízí zákazníkům výhodnější ceny vybraných produktů a také celou řadu nadstandardních benefitů, jejichž nabídka se neustále rozšiřuje. K hlavním benefitům patří například sbírání bodů z každého nákupu. Nastřádané body je možné později využít v přepočtu na koruny jako slevu při některém z dalších nákupů. Dalším benefitem je okamžitá bezstarostná výměna produktu do 1 000 Kč, a to bez uplatnění zákonné třicetidenní lhůty na vyřízení. Členové věrnostního klubu si nemusí dělat starosti ani s archivací účtenek. Součástí benefitů věrnostního klubu je rovněž reklamace velkých spotřebičů z pohodlí domova.
Věrnostní kartu lze zřídit v kterékoliv z prodejen sítě Electro World. Je také možné vlastnit virtuální věrnostní kartu, kterou lze kdykoliv přeměnit na reálnou plastovou kartu. Obě formy věrnostní karty poskytují stejné výhody.
V roce 2021 přesáhl počet členů věrnostního klubu hranici 600 tisíc.

## Reklamní kampaně
V roce 2015 spustil Electro World novou marketingovou komunikaci, jejíž součástí je slogan „Bez starostí“, který je komunikován ve všech propagačních kanálech. Do reklamních kampaní jsou aktivně zapojování zaměstnanci prodejen. Pod svými pravými jmény vystupují v televizních spotech i dalších formátech, jako je tištěná reklama, letáky a další.

## Mobilní aplikace
V souvislosti s měnícími se nákupními návyky zákazníků a zvyšujícím se podílem přístupů z mobilních zařízení byla v roce 2019 vyvinuta mobilní aplikace Electro World Smart App pro Android i iOS. Aplikace umožňuje spravovat zákaznický účet, sledovat historii objednávek či stav bodů na věrnostní kartě, skenovat čárové kódy a platit prostřednictvím služeb Google Pay a Apple Pay.

## Ocenění
Společnost Electro World se dlouhodobě těší oblibě zákaznické veřejnosti, což potvrzují opakovaná ocenění, ať už se jedná o několikrát získaný titul Obchodník roku nebo o titul Superbrands, kterým byla společnost Electro World oceněna v letech 2016-2022. Titul Superbrands je uznáním vynikajícího postavení značky na lokálním trhu.

## Priority společnosti
Electro World průběžně pracuje na rozvoji Věrnostního klubu, rozšiřování a zkvalitňování služeb poskytovaných zákazníkům a klade důraz na tzv. „Omnichannel“ strategii. Neméně důležitou prioritou společnosti je péče o zaměstnance a jejich spokojenost, která se odráží i v pracovních výsledcích. Velký důraz je kladen také na možnost průběžného růstu zaměstnanců po odborné stránce a vytvoření co nejlepších podmínek pro práci.